# Per Ihrfelt
Per Fredrik Ihrfelt, född den 6 december 1919 i Jönköping, död den 3 februari 2013 på Lidingö, var en svensk jurist och ämbetsman.
Ihrfelt avlade studentexamen i Norrköping 1938 och juris kandidatexamen vid Uppsala universitet 1943. Han genomförde tingstjänstgöring i Skövde domsaga 1944–1946. Ihrfelt blev amanuens i finansdepartementet 1946, fiskal i Svea hovrätt 48, tillförordnad sekreterare i arbetsdomstolen 1950, sekreterare där 1954, adjungerad ledamot av Svea hovrätt 1955, assessor där 1956, tillförordnad byråchef vid ombudsmannaämbetet för näringsfrihetsfrågor 1958 och hovrättsråd i Svea hovrätt 1965. Han blev riddare av Nordstjärneorden 1962. Ihrfelt vilar på Lidingö kyrkogård.